# Cratere Krogh
Krogh è un cratere lunare di 19,17 km situato nella parte nord-orientale della faccia visibile della Luna.
È stato dedicato al medico danese, fisiologo e Premio Nobel per la medicina nel 1920 Schack August Steenberg Krogh.